# Dawid Uribe Velasco
Dawid Uribe Velasco, David Uribe Velasco (ur. 29 grudnia 1889 w Buenavista de Cuéllar, zm. 12 kwietnia 1927 w San José Vistahermosa) – święty katolicki, męczennik, ofiara  prześladowań katolików zapoczątkowanych w okresie rewolucji meksykańskiej, prezbiter działający na terenie diecezji Chilpancingo-Chilapa.

## Życiorys
Pochodził z wielodzietnej rodziny Juana Uribe Ayali i Victorii Velasco Gutierrez. Meksykański kapłan, święcenia kapłańskie otrzymał w 2 marca 1913 roku. Pełnił obowiązki sekretarza biskupa Diecezji Tabasco. Gdy wzmogły się prześladowania duchowieństwa siłą zmuszono go do wyjazdu i przeniesienia w rodzinne strony. Skierowany został do pracy jako proboszcz w Iguala. Gdy nasiliły się prześladowania katolików, po opublikowaniu w 1926 r. dekretu rządu E. Callesa nakazującego księżom opuszczenie parafii i przeniesienie do miast, od lipca apostolat realizował w konspiracji. Aresztowany został 8 kwietnia 1927 r. i zaproponowano mu uwolnienie pod warunkiem przejścia do schizmatyckiego „Kościoła narodowego” i objęcie biskupstwa. Propozycję odrzucił i zginął zastrzelony 12 kwietnia w Wielki Wtorek. Pozostawił spisaną przez siebie przed egzekucją kartkę, na której skreślił:

Jestem w rękach Boga i Najświętszej Dziewicy z Guadelupe.

Proces informacyjny męczenników okresu prześladowań Kościoła katolickiego w Meksyku na etapie lokalnych diecezji, toczył się w latach 1933–1988. Beatyfikowany 22 listopada 1992 przez papieża Jana Pawła II, a kanonizowany został 21 maja 2000 roku przez tegoż papieża, w grupie Krzysztofa Magallanesa Jary i 24 towarzyszy.
Atrybutem świętego męczennika jest palma.
Szczególnym kultem otoczony jest w rodzinnej miejscowości gdzie znajdują się relikwie Dawida Uribe Velasco.
Jego wspomnienie obchodzone jest w dzienną rocznicę śmierci (12 kwietnia).